# Diogo de Campos Moreno
Diogo de Campos Moreno (Tânger, 1566 – 1617) foi um militar português.

## Biografia
Após ter combatido na Flandres, seguiu para o Brasil em 1602, com o posto de sargento-mor, junto com Diogo Botelho.
No Maranhão juntou-se a Jerônimo de Albuquerque Maranhão e a Alexandre de Moura na luta contra os franceses e seus aliados indígenas, estabelecidos na chamada França Equinocial, conseguindo a vitória em 1615.
Com base nas suas experiências no Brasil redigiu o "Livro que Dá Razão ao Estado do Brasil" (1612) e a "Jornada do Maranhão" (1614), obras que não assinou. Nesta última, Moreno relata a conquista do território, embora tenha enaltecido os seus próprios feitos.
Foi tio de Martim Soares Moreno.
É Autor das "Relação das Praças fortes" de 1609. "Livro da Razão do Estado do Brasil" de 1612. "Jornada do Maranhão por ordem de Sua Magestade feita no ano de 1614".